# Karl Wagner (Maler, 1839)
Karl Ludwig Friedrich Wagner, auch Carl Wagner (* 8. Mai 1839 in Karlsruhe; † 15. August 1923 in Düsseldorf), war ein deutscher Maler.

## Leben
Wagners Eltern waren Cornelius und Juliette Wagner. Von 1854 bis 1864 war er Schüler bei Ludwig Des Coudres an der Kunstakademie Karlsruhe. 1868 wurde in Dresden seine Tochter Juliette geboren, 1870 ebendort sein Sohn Cornelius. Beide wurden ebenfalls Maler. Mit seiner Familie wurde Karl Wagner in Düsseldorf ansässig, wo er Mitglied des Künstlervereins Malkasten war.

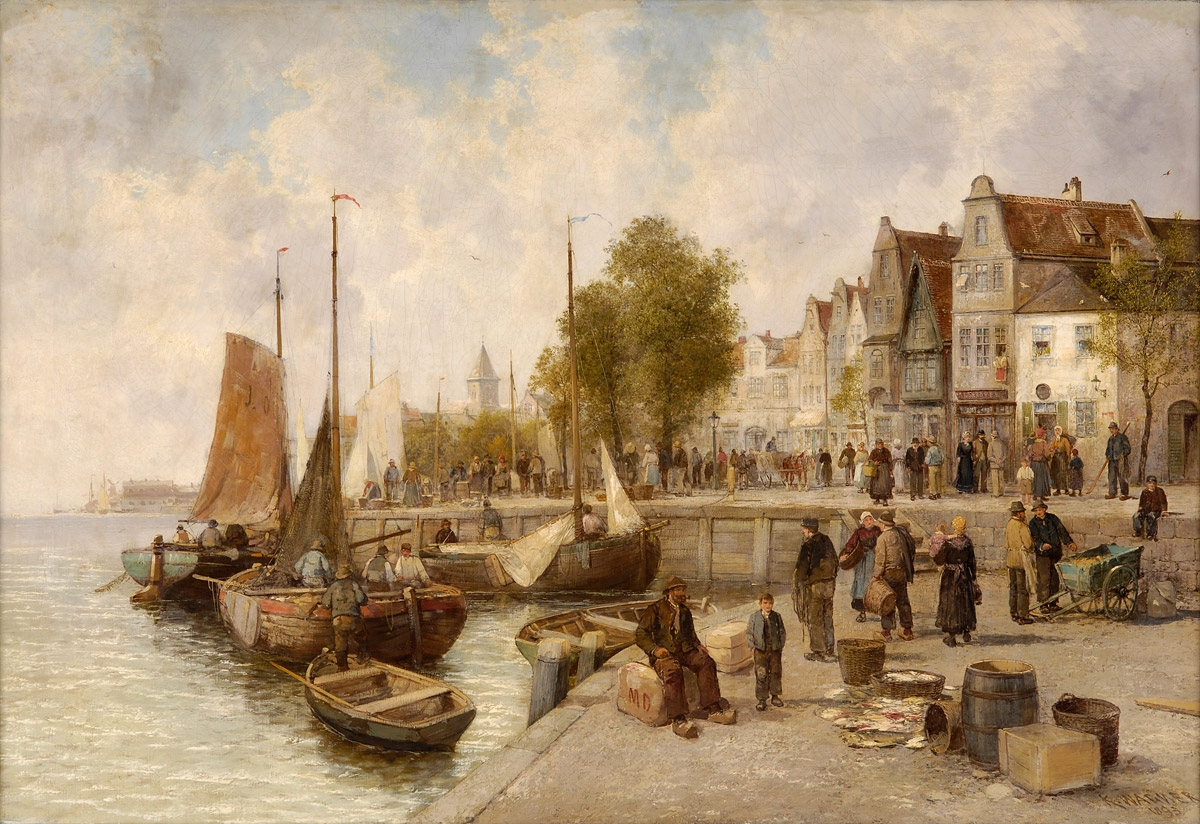
Markttag in einer Hafenstadt, 1893

Er malte anfänglich historische Genreszenen im strengen Stil der Des-Coudres-Schule, verlegte sich dann nach 1870 auf Szenen aus dem Deutsch-Französischen Krieg, darunter die Begegnung Otto von Bismarcks mit Napoleon III., Bismarcks Unterhandlungen mit Adolphe Thiers und Jules Favre, wie auch „Kaiser Wilhelm und seine Paladine“, die durch Stichreproduktion Verbreitung fanden. Seine Originalbilder gelangten zumeist in die Vereinigten Staaten.
Bekannt wurde er auch mit seinen Hafen- und Fischermotiven, daneben fertigte er zahlreiche Bildnisse, so von Großherzog Friedrich I. von Baden, den Kaisern Wilhelm I. und Wilhelm II., Otto von Bismarck und anderen, mit „vornehm repräsentativer Auffassung und sorgfältigster malerischer Durchbildung“.
Wagners Arbeiten werden unter anderem in der Nationalgalerie Berlin, der Barmer Ruhmeshalle in Wuppertal, der Staatlichen Kunsthalle Karlsruhe und im Rathaus Stolberg gezeigt.
Er war Mitglied der Düsseldorfer Freimaurerloge Zu den drei Verbündeten.

## Werke (Auswahl)

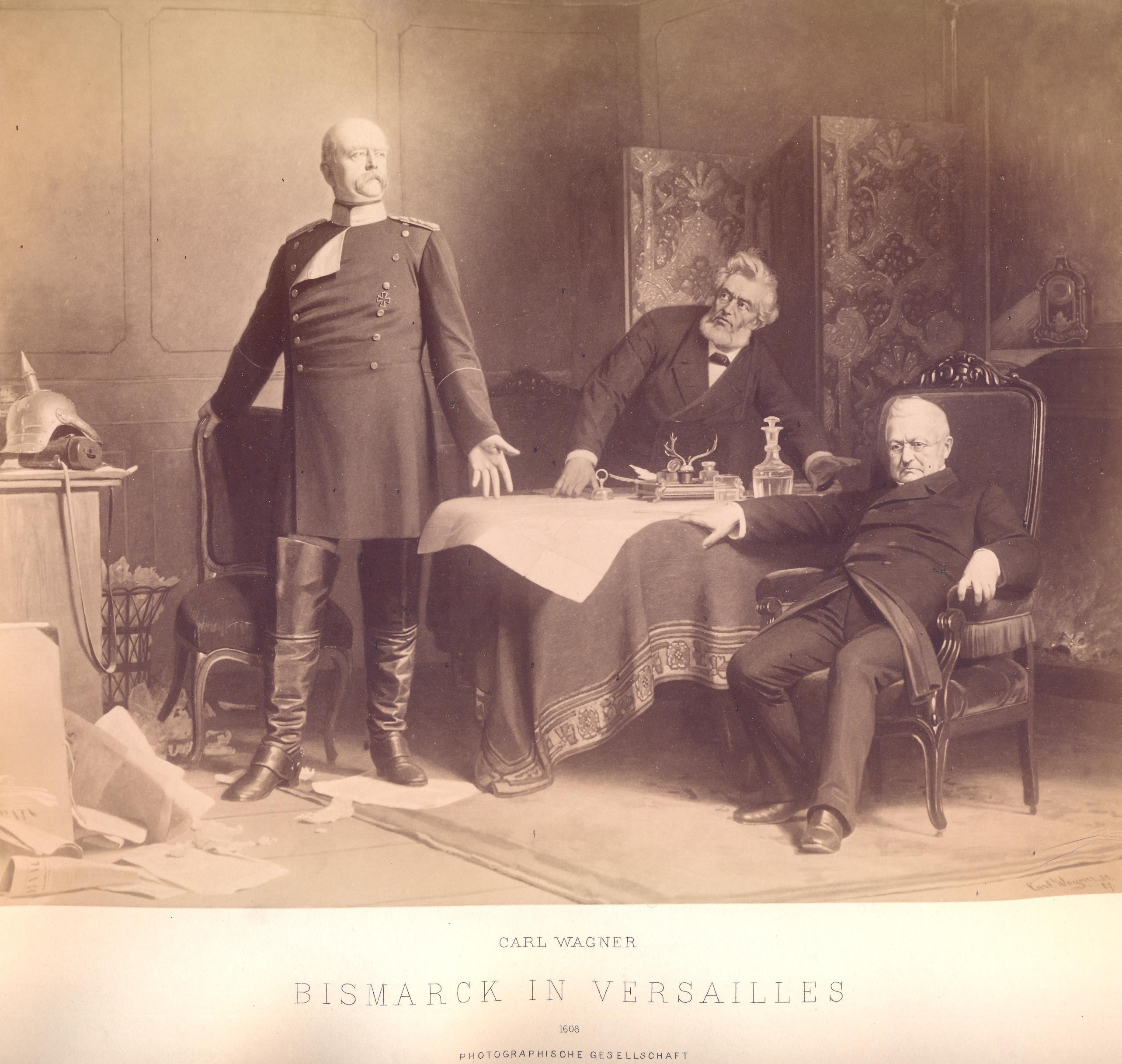
Bismarck in Versailles.

- König Wilhelm I. mit Kaiser Napoleon III. Ausgestellt im Wehrgeschichtlichen Museum Rastatt.[3]
- Abschluss der Versailler Friedenspräliminarien zwischen Bismarck und den französischen Bevollmächtigten Favre und Thiers am 26. Februar 1871,[4] als Stich unter dem Titel Bismarck in Versailles.
- Hafenszene in Holland
- Erwartung der Boote
- Szene mit Segelboot am Kanal
- Hafenszene mit regem Treiben